# Інтернет-телебачення
Інтернет-телебачення також телебачення міжмережевого протоколу (англ. Internet television) — система, заснована на двосторонній цифровій передачі телевізійного сигналу через інтернет-з'єднання за допомогою широкосмугового підключення.

## Можливості інтернет-телебачення
Система інтернет-телебачення дозволяє реалізувати:
- Керування пакетом підписки кожного користувача
- Захист змісту телебачення на будь-якому рівні
- Трансляцію каналів у форматі MPEG-2, MPEG-4
- Подання телевізійних програм
- Функції реєстрації телевізійних передач
- Пошук минулих телевізійних передач для перегляду
- Функції паузи для телеканалу в режимі реального часу
- Індивідуальний пакет телеканалів для кожного користувача

## Joost і Babelgum
Одним з широко відомих проєктів, який знаходиться на стадії бета-тестування, є Joost розроблений творцями Skype і Kazaa Янусом Фрісом і Ніколасом Зеннстрьомом. На відміну від звичайного телебачення, яке передає зображення по радіо і кабельних мережах, в Joost трансляція ведеться на основі пірингової технології.
Завдяки широкосмуговому з'єднанню в бета-версії продукту є можливість перегляду передач ефірних, кабельних і супутникових телеканалів, що дають якісну картинку. Канали Joost виступають як плейлисти, що складаються з відеофайлів зі списками передач. Повноекранний інтерфейс досить простий і зручний у застосуванні.
Але якісне зображення і простота використання не є межею потенціалу: в Joost є можливість перегляду передач з коментарями, тобто користувач має можливість коментувати відеоролики, переглядати коментарі інших, вивішувати рейтинги передач і надавати контенту теги.
Онлайн-сервіс Joost має ряд конкурентів. Серед них європейський peer-to-peer сервіс інтернет-ТБ — Babelgum, який також знаходиться на стадії тестування і швейцарський сервіс Zattoo.
Мережа децентралізованого (пірингового) телемовлення Babelgum була розроблена Сільвіо Скалья (Silvio Scaglia). Вона, як і Joost, працює в режимі бета-версії. Ідея даної телемережі, вперше реалізована Янусом Фрісом і Ніколасом Зеннстрьомом в проєкті Joost, полягає в тому, що відеопотік передається по частинах з безлічі комп'ютерів, а сама програма працює як приймач і передавач. Babelgum бере за основу ідею розробників Joost, але крім цього додає можливість користувачеві створювати свої канали на базі наявного контенту.
Настільки висока зацікавленість онлайн-телебаченням пояснюється цілим рядом причин: по-перше, це зручність користування, по-друге, мінімум реклами, по-третє, потрібну передачу можна завантажити відразу після перегляду і, нарешті, істотну роль грає цікавість до нового.